# Oscar Wilde (librería)
El Oscar Wilde Bookshop («Librería Oscar Wilde») fue la primera librería dedicada exclusivamente a autores LGBT y abierta tras la II Guerra Mundial. La librería fue fundada por Craig Rodwell en 1967 con el nombre Oscar Wilde Memorial Bookstore («Librería en Memoria de Oscar Wilde»). La librería estaba situada en Christopher Street en el Greenwich Village, en la ciudad de Nueva York, Estados Unidos. El nombre se eligió en honor al autor gay Oscar Wilde.
A pesar del limitado número de libros disponibles sobre el tema cuando se abrió —de hecho, abrió con 25 títulos—, Rodwell se negó a ofrecer pornografía y en su lugar prefirió la venta de literatura de autores gays y lesbianas.
Estaba previsto que la Oscar Wilde Bookshop cerrase en enero de 2003 debido a dificultades financieras. Deacon Maccubbin, el dueño de las librerías Lambda Rising, compró la empresa para evitar que una librería con la importancia histórica de la Oscar Wilde cerrase. En 2006, la librería fue comprada por la que había sido gerente durante muchos años, Kim Brinster. El 3 de febrero de 2009 Brinster anunció que la librería iba a cerrar el 29 de marzo debido a una caída en las ventas de dos cifras de porcentaje causada por la crisis económica.
Desde el cierre, Glad Day Bookshop en Toronto, Ontario, Canadá, es la librería gay más antigua que sigue funcionando en América.